# Anguo
Anguo (安国市S, ĀnguóP) è una città-contea della Cina, situata nella provincia di Hebei e amministrata dalla prefettura di Baoding.